# Свет из доба јуре: Парк из времена креде
Свет из доба јуре: Парк из времена креде (енгл. Jurassic World Camp Cretaceous) америчка је анимирана телевизијска серија коју је развио Зак Стенц. Део је франшизе Парк из доба јуре. Прати групу тинејџерских кампера који су остали насукани на острву Исла Нублар након што је више диносауруса побегло из својих станишта.
Премијерно је приказана 18. септембра 2020. године. Добила је од помешаних до позитивних критика критичара, који су похвалили анимацију и разноврсност глумачке поставе, али су критиковали дизајн ликова и сценарио.

## Радња
Након победе у видео-игри, обожавалац диносауруса Даријус Боуман добија прилику да посети Парк из времена креде, ексклузивни авантуристички парк са диносаурусима на Исла Нублару. Даријус тамо упознаје пет других тинејџера — Бена, Јаз, Бруклин, Кенђија и Семи — који су такође изабрани за искуство које се дешава једном у животу. Међутим, када се диносауруси побегну из својих станишта, кампери су насукани без икакве помоћи и приморани су да крену преко острва у нади да ће пронаћи излаз и извући се живи.

## Гласовне улоге
| Улоге          | Глас                |
| -------------- | ------------------- |
| Семи Гутиерез  | Јована Цавнић       |
| Јасмина Фадула | Ђурђина Радић       |
| Рокси          | Андријана Оливерић  |
| Бруклин        | Меланија Миленковић |
| Бен, Др. Ву    | Марко Марковић      |
| Кенђи Кон      | Лако Николић        |
| Дариус Боумен  | Немања Живковић     |

| Улога                | Глас                  | Сезона          | Сезона          | Сезона          | Сезона          |
| Улога                | Глас                  | 1.              | 2.              | 3.              | 4.              |
| Главне               | Главне                | Главне          | Главне          | Главне          | Главне          |
| -------------------- | --------------------- | --------------- | --------------- | --------------- | --------------- |
| Даријус Боуман       | Пол-Микел Вилијамс    | Главна          | Главна          | Главна          | Главна          |
| Бен Пинкус           | Шон Џамброне          | Главна          | Главна          | Главна          | Главна          |
| Јасмина „Јаз” Фадула | Каузар Мохамед        | Главна          | Главна          | Главна          | Главна          |
| Бруклин              | Џена Ортега           | Главна          | Главна          | Главна          | Главна          |
| Кенђи Кон            | Рајан Потер           | Главна          | Главна          | Главна          | Главна          |
| Семи Гутиерез        | Рејни Родригез        | Главна          | Главна          | Главна          | Главна          |
| Споредне и гостујуће |                       |                 |                 |                 |                 |
| Дејв                 | Глен Пауел            | Повратна        | Гост            | Не појављује се | Не појављује се |
| Рокси                | Џамила Џамил          | Повратна        | Гост            | Не појављује се | Не појављује се |
| Фредерик Боуман      | Кестон Џон            | Гост            | Гост            | Не појављује се | Не појављује се |
| Брендон Боуман       | Бенџамин Флорес Млађи | Гост            | Не појављује се | Не појављује се | Гост            |
| Риф                  | Стефани Беатрис       | Не појављује се | Повратна        | Гост            | Не појављује се |
| Хап                  | Ангус Сампсон         | Не појављује се | Повратна        | Не појављује се | Не појављује се |
| Мич                  | Бредли Витфорд        | Не појављује се | Повратна        | Не појављује се | Не појављује се |
| др Ву                | Грег Чун              | Гост            | Не појављује се | Повратна        | Не појављује се |
| Хокс и Рид           | Дејв Б. Мичел         | Не појављује се | Не појављује се | Гост            | Не појављује се |
| др Меј Тарнер        | Кирби Хауел Батист    | Не појављује се | Не појављује се | Не појављује се | Повратна        |
| Кеш Д. Лангфорд      | Хејли Џоел Осмент     | Не појављује се | Не појављује се | Не појављује се | Повратна        |
| Бред и Бред Икс      | Роџер Крејг Смит      | Не појављује се | Не појављује се | Не појављује се | Повратна        |
| Данијел Кон          | Ендру Кишино          | Не појављује се | Не појављује се | Не појављује се | Гост            |

## Епизоде
| Сезона | Сезона | Епизоде | Оригинално емитовање | Оригинално емитовање | Оригинално емитовање | Емитовање у Србији  | Емитовање у Србији  | Емитовање у Србији |
| Сезона | Сезона | Епизоде | Премијера            | Финале               | Мрежа                | Премијера           | Финале              | Мрежа              |
| ------ | ------ | ------- | -------------------- | -------------------- | -------------------- | ------------------- | ------------------- | ------------------ |
|        | 1.     | 8       | 18. септембар 2020.  | 18. септембар 2020.  |                      | 18. септембар 2020. | 18. септембар 2020. |                    |
|        | 2.     | 8       | 22. јануар 2021.     | 22. јануар 2021.     | 22. јануар 2021.     | 22. јануар 2021.    |                     |                    |
|        | 3.     | 10      | 21. мај 2021.        | 21. мај 2021.        | 21. мај 2021.        | 21. мај 2021.       |                     |                    |
|        | 4.     | 11      | 3. децембар 2021.    | 3. децембар 2021.    | 3. децембар 2021.    | 3. децембар 2021.   |                     |                    |
|        | 5.     | 12      | 21. јул 2022.        | 21. јул 2022.        | 21. јул 2022.        | 21. јул 2022.       |                     |                    |